# Карфили (сирене)
 Тази статия е за уелското сирене.  За града в Уелс вижте Карфили.  
Карфили (на английски: Caerphilly cheese) е твърдо сирене от краве мляко, което произхожда от района около град Карфили Уелс, но в наши дни се произвежда и в Англия.
Карфили е светло, почти бяло и ронливо сирене, което се прави само от краве мляко. Съдържа около 48% мазнини. Отличава се с мек вкус, с леко кисел остър аромат. Вкусът е сладък, но най-забележителната черта е високото съдържание на сол. Обикновено се прави под формата на кръли 3,6 килограмови пити.
Според местните производители, това сирене било предназначено за уелските миньори от региона, за да могат да възстановят силите си след десетчасовия работен дан на дъното на мините. По време на Втората световна война производството на Карфили е прекратено, тъй като цялото мляко се изкупува за военни нужди и за производство на сиренето чедър. След войната, местни индустриалци започват да произвеждат своя собствена версия на Карфили, което е по сухо и ронливо. Въпреки това, все още има две или три фирми, които произвеждат оригиналното сирене Карфили, което е сухо в средата и кремообразно по края.
В град Карфили ежегодно се организира тридневен фестивал на сиренето – The Big Cheese.